# Pulverblitz-Signal
Pulverblitz-Signale sind eine Methode der Signalübertragung, die zwischen etwa 1800 und 1920 zur Synchronisation genauer Uhren und von Simultanmessungen eingesetzt wurde. Man kann sie als Sonderform der optischen Telegrafie auffassen.
Die Notwendigkeit genau gleichzeitiger Messungen besteht vor allem in der Astronomie zur Längenbestimmung zwischen zwei Sternwarten und in der Geodäsie, etwa für die Gradmessung zur Bestimmung der genauen Erdfigur. Bei diesen Methoden muss die Synchronisation deutlich besser als Zehntelsekunden sein. Dies wird heute – auf Bruchteile von Millisekunden – mit GPS oder anderen Funksignalen erreicht; zuvor benützte man Kabel- oder drahtlose Telegrafie. Vor deren Erfindung wurde für kurze Distanzen Schall verwendet, für längere Distanzen starke Lichtsignale, z. B. mit Heliotropen, einer speziellen Art von Sonnenspiegeln.

## Vermessungssignale mit Blitzpulver
Der deutsch-österreichische Astronom und Mathematiker Franz Xaver von Zach entwickelte 1803 ein Verfahren mit Blitzpulver-Signalen, um für die Landesvermessung auch in der Nacht weite Distanzen zu überbrücken. Zunächst wurde die gegenseitige Sicht (Visur) geprüft und der jeweils beste Standort erkundet. Durch gleichzeitige Beobachtung der Lichtsignale konnten dann die Geodäten (bzw. später die Observatoren der beteiligten Sternwarten) ihre astronomischen Uhren synchronisieren, wozu meist die Auge-Ohr-Methode diente. Danach wurde die jeweilige Ortssternzeit bestimmt, deren Unterschied die Längendifferenz ergab.
Für das Blitzpulver experimentierte man mit verschiedenen Substanzen. Als beste stellten sich Magnesium-Verbindungen heraus, für die bei nächtlicher Beobachtung schon geringe Mengen ausreichten. Das Pulver wurde auf langen Stangen gezündet.
Für Spezialzwecke wurden im Laufe der Zeit ähnliche, aber feldtaugliche Methoden entwickelt, mit denen einzelne Positionen bewegter Objekte mittels Vorwärtsschnitt eingemessen werden konnten. (In der ersten Hälfte des 20. Jahrhunderts kam für die großräumige Erdmessung auch die Hochzieltriangulation auf, wo man aber schon mit Funksignalen synchronisierte, und um 1960 die Methode der Blitzlichtsatelliten).

## Hintergrund zum Zach'schen Verfahren
Der Anlass für Zachs Idee mit Pulverblitzen war 1802 die Bitte des Königs von Preußen, eine Militärkarte von Thüringen anzufertigen. Zach sah darin eine günstige Gelegenheit, mit preußischen Geodäten eine präzise Gradmessung über mehrere Längen- und Breitengrade hinweg zu starten. Der geniale Organisator wollte den kartografischen Auftrag mit einem Forschungsprojekt kombinieren, um die genaue Erdabplattung und die Form des Geoids zu bestimmen, und konnte seinen Landesherrn Ernst II. von Sachsen-Gotha-Altenburg dafür begeistern.
Der Einfluss des Herzogs ermöglichte, dass Zach und seine Helfer in allen Nachbarländern triangulieren durften. Gleichzeitig erarbeitete Zach ein sehr effizientes Verfahren für das Großprojekt. Die Signalisierung der Vermessungspunkte mit den weithin sichtbaren Pulverblitzen sollte einerseits dem astrogeodätischen Vergleich der Ortszeiten dienen, andrerseits der frühzeitigen Erkundung eines ausgedehnten Festpunktnetzes.
Im Jahr 1803 wurden von mehreren Bergen Blitzlicht-Signale abgegeben und erfolgreich ausgewertet. So konnte rasch eine geodätische, für die spätere Triangulation notwendige Basislinie festgelegt und deren genaue Streckenlänge bestimmt werden. Zach plante diese Basis im Meridian seiner Sternwarte und ließ sie von deren Hauptfernrohr genau ausrichten. Sein wichtigster Mitarbeiter war der preußische Offizier Karl Freiherr von Müffling (1775–1851), sein späterer Nachfolger.